# Alouette (motorfiets)
Alouette is een Canadees bedrijf (Alouette Recreational Products Ltd. Montréal), dat in elk geval in 1973 en 1974 125cc-motorfietsen verkocht.
Het merk Alouette produceerde in de jaren zestig en -zeventig sneeuwscooters en had daar ook een klein dealernetwerk voor opgebouwd in Canada. Dealers van sneeuwscooters hadden echter behoefte aan emplooi voor hun monteurs in de zomermaanden en daarom introduceerde het merk in 1973 een enduromotor, de Alouette AX-125 die was voorzien van de zesversnellings Sachs-B-motor. Zowel de motor als de motorfiets, die nog polyester plaatwerk had, waren in die tijd al tamelijk gedateerd en er werden niet meer dan ongeveer 700 motorfietsen geproduceerd. Het bedrijf Coleco had Alouette in 1971 overgenomen en besloot de productie van motorfietsen in 1975 stop te zetten.